# Championnat de Tunisie masculin de volley-ball 2007-2008
Navigation
Saison précédente Saison suivante
Le championnat de Tunisie masculin de volley-ball 2007-2008 est la 53e édition à se tenir depuis 1956. Il est disputé par les dix meilleurs clubs en deux phases : une première phase de classement en aller et retour et une deuxième de play-off et play-out en aller et retour avec respectivement quatre clubs disputant des matchs à élimination et dix clubs répartis en deux poules en vue des matchs de barrages. 
L'Espérance sportive de Tunis réussit à conserver le championnat mais échoue en coupe de Tunisie et en coupe arabe des clubs champions, où elle est battue par le Club sportif sfaxien en finale. Son effectif, dirigé par Nikola Matijasevic, est composé de Mehdi Ben Cheikh, Khaled Belaïd, Aymen Brinis, Novak Stankovic, Hichem Kaâbi, Marouene Fehri, Skander Ben Tara, Karim Brini, Mâaouia Lajnef, Sami Hamzaoui, Mohamed Amine Zouaoui, Hamza Rezgui, Chokri Jouini et Dennis Mselmani. L'Étoile sportive du Sahel sauve sa saison en remportant la coupe de Tunisie contre le Club sportif sfaxien (3-1).
Pour la relégation, le Tunis Air Club rétrograde au profit de l'Avenir sportif de La Marsa.

## Division nationale A

### Première phase
Les quatre premiers jouent le play-off et les six autres disputent le play-out.
| Rang | Équipe                                | Points | Matchs | Victoires à 3 pts | Victoires à 2 pts | Défaites à 1 pt | Défaites à 0 pt | Sets pour | Sets contre |
| 1    | Espérance sportive de Tunis           | 49     | 18     | 15                | 2                 | 0               | 1               | 51        | 13          |
| 2    | Étoile sportive du Sahel              | 42     | 18     | 13                | 1                 | 1               | 3               | 47        | 20          |
| 2    | Saydia Sports                         | 42     | 18     | 13                | 1                 | 2               | 2 (1F)          | 47        | 20          |
| 4    | Club sportif sfaxien                  | 36     | 18     | 10                | 3                 | 0               | 5               | 42        | 23          |
| 5    | Club olympique de Kélibia             | 36     | 18     | 9                 | 3                 | 3               | 3               | 44        | 29          |
| 6    | Club sportif de Hammam Lif            | 20     | 18     | 3                 | 5                 | 1               | 9               | 21        | 41          |
| 7    | Union sportive des transports de Sfax | 12     | 18     | 2                 | 2                 | 3               | 11 (1F)         | 22        | 47          |
| 8    | Union sportive de Carthage            | 12     | 18     | 3                 | 0                 | 3               | 12              | 20        | 47          |
| 9    | Aigle sportif d'El Haouaria           | 11     | 18     | 1                 | 3                 | 2               | 12              | 21        | 49          |
| 10   | Tunis Air Club                        | 8      | 18     | 1                 | 0                 | 5               | 12              | 17        | 51          |

### Phase finale et attribution du titre
|  | Demi-finales      | Demi-finales  | Demi-finales | Demi-finales | Demi-finales |  |          | Finale                 | Finale | Finale | Finale | Finale |
|  |                   |               |              |              |              |  |          |                        |        |        |        |        |
|  |                   |               |              |              |              |  |          |                        |        |        |        |        |
|  | (1) ES Tunis      | 2             | 3            | 1            | 3            |  |          |                        |        |        |        |        |
|  | (4) CS Sfax       | 1             | 2            | 3            | 1            |  |          |                        |        |        |        |        |
|  |                   |               |              |              |              |  |          |                        |        |        |        |        |
|  |                   |               |              |              |              |  | ES Tunis | 2                      | 3      | 3      |        |        |
|  |                   | Saydia Sports | 0            | 1            | 2            |  |          |                        |        |        |        |        |
|  |                   |               |              |              |              |  |          |                        |        |        |        |        |
|  |                   |               |              |              |              |  |          | Match pour la 3e place |        |        |        |        |
|  |                   |               |              |              |              |  |          |                        |        |        |        |        |
|  | (2) Saydia Sports | 2             | 3            | 2            | 3            |  | ES Sahel | 2                      | 3      | 3      |        |        |
|  | (3) ES Sahel      | 1             | 2            | 3            | 0            |  |          | CS Sfax                | 0      | 1      | 0      |        |

|  | Suivi de la série. |

|  | Score de l'équipe recevante. |

|  | Score de l'équipe en déplacement. |

### Play-out
Les six clubs sont répartis en deux poules de trois clubs. Néanmoins, pour la Poule A, les trois clubs terminent avec le même nombre de points et de sets marqués et concédés. Pour les départager, on recourt aux points marqués. Le premier de chaque poule se maintient et les autres jouent pour le classement.

#### Poule A
- 1er : Union sportive de Carthage : 3 points
- 2e : Club olympique de Kélibia : 3 points
- 3e : Aigle sportif d'El Haouaria : 3 points

#### Poule B
- 1er : Union sportive des transports de Sfax : 4 points
- 2e : Club sportif de Hammam Lif : 3 points
- 3e : Tunis Air Club : 2 points

#### Matchs de classement
- 1er : Union sportive des transports de Sfax
- 2e : Union sportive de Carthage
- 3e : Club olympique de Kélibia
- 4e : Aigle sportif d'El Haouaria
- 5e : Club sportif de Hammam Lif
- 6e : Tunis Air Club

Les troisième et quatrième assurent à leur tour leur maintien, alors que le cinquième doit disputer un match de barrage contre le deuxième de la nationale B et que le sixième est relégué.

## Division nationale B

### Première phase
Avec le retrait de deux clubs, la Zitouna Sports et l'Étoile sportive de Radès, ils ne sont plus que cinq clubs à disputer cette compétition qui a perdu tout intérêt. Quatre clubs se qualifient pour la deuxième phase alors que l'Association sportive des PTT Sfax n'aura joué que huit matchs pendant toute une saison. Le classement de la première phase est le même que le play-off auquel manque le dernier club :
- 1er : Avenir sportif de La Marsa
- 2e : Étoile olympique La Goulette Kram
- 3e : Fatah Hammam El Ghezaz
- 4e : Boumhel Bassatine Sport
- 5e : Association sportive des PTT Sfax

Le premier monte en division nationale A, alors que le deuxième dispute un barrage contre l'avant-dernier de cette division.

### Barrages
Le Club sportif de Hammam Lif bat l'Étoile olympique La Goulette Kram (3-0 en aller et retour). Chacun d'eux reste dans sa division.